# 第41回グラミー賞
第41回グラミー賞（41st Annual Grammy Awards）は1999年2月24日にロサンゼルスのシュライン・オーディトリアムで開催された。

## 概要
この年はセリーヌ・ディオンが主役で、映画『タイタニック』主題歌「マイ・ハート・ウィル・ゴー・オン」が年間最優秀レコード賞と年間最優秀楽曲賞を受賞。ローリン・ヒルは年間最優秀アルバム賞と最優秀新人賞など5部門を受賞した。

## 主要部門受賞者
当節の記述のうち、特記していない項目の出典はである。

### 主要4部門
年間最優秀レコード賞
- "マイ・ハート・ウィル・ゴー・オン（My Heart Will Go On）" - セリーヌ・ディオン（『レッツ・トーク・アバウト・ラヴ』所収）

年間最優秀アルバム賞
- 『ミスエデュケーション（The Miseducation Of Lauryn Hill）』 - ローリン・ヒル

年間最優秀楽曲賞
- "マイ・ハート・ウィル・ゴー・オン（My Heart Will Go On）" - ジェームズ・ホーナー＆ウィル・ジェニングス（英語版）（ソングライター）（セリーヌ・ディオン『レッツ・トーク・アバウト・ラヴ』所収）

最優秀新人賞
- ローリン・ヒル
- バックストリート・ボーイズ
- アンドレア・ボチェッリ
- ディクシー・チックス
- ナタリー・インブルーリア

### ポップ
最優秀女性ポップ・ボーカル・パフォーマンス
- "マイ・ハート・ウィル・ゴー・オン（My Heart Will Go On）" - セリーヌ・ディオン（『レッツ・トーク・アバウト・ラヴ（Let's Talk About Love）』所収）

最優秀男性ポップ・ボーカル・パフォーマンス
- "My Father's Eyes" - エリック・クラプトン（『ピルグリム（Pilgrim）』所収）

最優秀ポップ・パフォーマンス（デュオもしくはグループ）
- "Jump Jive An' Wail" - ブライアン・セッツァー（『ダーティー・ブギ（The Dirty Boogie）』所収）

最優秀ポップ・コラボレーション
- "I Still Have That Other Girl" - バート・バカラック＆エルヴィス・コステロ（『ペインテッド・フロム・メモリー（Painted from Memory）』所収）

最優秀ポップ・インストゥルメンタル・パフォーマンス
- "Sleepwalk" - ブライアン・セッツァー（『ダーティー・ブギ（The Dirty Boogie）』所収）

最優秀ダンス録音
- "Ray Of Light" - マドンナ（『レイ・オブ・ライト（Ray Of Light）』 所収）

最優秀ポップ・アルバム
- 『レイ・オブ・ライト（Ray Of Light）』 - マドンナ
- 『ピルグリム（Pilgrim）』 - エリック・クラプトン
- 『レッツ・トーク・アバウト・ラヴ（Let's Talk About Love）』 - セリーヌ・ディオン
- 『レフト・オブ・ザ・ミドル（Left of the Middle）』 - ナタリー・インブルーリア
- 『ダーティー・ブギ（The Dirty Boogie）』 - ブライアン・セッツァー・オーケストラ

### トラディッショナル・ポップ
最優秀トラディッショナル・ポップ・ボーカル・パフォーマンス
- 『Live at Carnegie Hall: The 50th Anniversary Concert』 - パティ・ペイジ

### ロック
最優秀女性ロック・ボーカル・パフォーマンス
- "Uninvited" - アラニス・モリセット（『シティ・オブ・エンジェル：オリジナル・サウンドトラック（City of Angels）』所収）

最優秀男性ロック・ボーカル・パフォーマンス
- "Fly Away" - レニー・クラヴィッツ（『5』所収）

最優秀ロック・パフォーマンス（デュオもしくはグループ）
- "Pink" - エアロスミス（『ナイン・ライヴズ（Nine Lives）』所収）

最優秀ロック・インストゥルメンタル・パフォーマンス
- "The Roots Of Coincidence" - パット・メセニー・グループ（『イマジナリー・デイ（Imaginary Day）』所収）

最優秀ハードロック・パフォーマンス
- "Most High" - ジミー・ペイジ＆ロバート・プラント（『ウォーキング・イントゥ・クラークスデイル（Walking into Clarksdale）』所収）

最優秀メタル・パフォーマンス
- "Better than You" - メタリカ（『リロード（Reload）』所収）

最優秀ロック・ソング
- "Uninvited" - アラニス・モリセット （『シティ・オブ・エンジェル：オリジナル・サウンドトラック（City of Angels: Music from the Motion Picture）』所収）

最優秀ロック・アルバム
- 『グローブ・セッションズ（The Globe Sessions）』 - シェリル・クロウ
- 『Before These Crowded Streets』 - Dave Matthews Band
- 『Premonition』 - ジョン・フォガティ
- 『Version 2.0』 - ガービッジ
- 『セレブリティ・スキン』 - ホール

### オルタナティヴ
最優秀オルタナティヴ・ミュージック・パフォーマンス
- 『ハロー・ナスティ（Hello Nasty）』 - ビースティ・ボーイズ
- 『クワイヤーガール・ホテル（From the Choirgirl Hotel）』 – トーリ・エイモス
- 『Is This Desire?』 – PJ ハーヴェイ
- 『Airbag / How Am I Driving?』 – レディオヘッド
- 『アドア（Adore）』 – スマッシング・パンプキンズ

### R&B
最優秀女性R&Bボーカル・パフォーマンス
- "Doo Wop (That Thing)" - ローリン・ヒル（『ミスエデュケーション（The Miseducation Of Lauryn Hill）』 所収）

最優秀男性R&Bボーカル・パフォーマンス
- "St. Louis Blues" - スティーヴィー・ワンダー（ハービー・ハンコック『ガーシュウィン・ワールド（Gershwin's World）』所収）

最優秀R&Bパフォーマンス（デュオもしくはグループ）
- "The Boy Is Mine" - ブランディ＆モニカ（『ネヴァー・セイ・ネヴァー（Never Say Never）』所収）

最優秀R&Bソング
- "Doo Wop (That Thing)" - ローリン・ヒル（『ミスエデュケーション（The Miseducation Of Lauryn Hill）』 所収）

最優秀R&Bアルバム
- 『ミスエデュケーション（The Miseducation Of Lauryn Hill）』 - ローリン・ヒル
- 『ライヴ（Live）』 – エリカ・バドゥ
- 『ネヴァー・セイ・ネヴァー（Never Say Never）』 – ブランディ
- 『ア・ローズ・イズ・スティル・ア・ローズ（A Rose Is Still a Rose）』 – アレサ・フランクリン
- 『Embrya』 – マックスウェル

最優秀トラディショナルR&Bボーカル・アルバム（新設）
- 『ライヴ！ワン・ナイト・オンリー（Live! One Night Only）』 - パティ・ラベル

### ラップ
最優秀ラップ・ソロ・パフォーマンス
- "Gettin' Jiggy wit It" - ウィル・スミス（『ビッグ・ウィリー・スタイル（Big Willie Style）』所収）

最優秀ラップ・パフォーマンス（デュオもしくはグループ）
- "Intergalactic" - ビースティ・ボーイズ（『ハロー・ナスティ（Hello Nasty）』所収）

最優秀ラップ・アルバム
- 『VOL.2...ハード・ノック・ライフ（Vol. 2... Hard Knock Life）』 - ジェイ・Z

### カントリー
最優秀女性カントリー・ボーカル・パフォーマンス
- "You're Still the One" - シャナイア・トゥエイン（『Come On Over』所収）

最優秀男性カントリー・ボーカル・パフォーマンス
- "If You Ever Have Forever In Mind" - ヴィンス・ギル（『The Key』所収）

最優秀カントリー・パフォーマンス（デュオもしくはグループ）
- "There's Your Trouble" - ディキシー・チックス（『Wide Open Spaces』所収）

最優秀カントリー・コラボレーション
- "Same Old Train" - クリント・ブラック（英語版）、ジョー・ディフィー（英語版）、マール・ハガード（英語版）、エミルー・ハリス、アリソン・クラウス、パティ・ラヴレス（英語版）、アール・スクラッグス、リッキー・スキャッグス、マーティ・スチュアート（英語版）、パム・ティリス（英語版）、ランディ・トラヴィス、トラヴィス・トリット（英語版）、ドワイト・ヨアカム

最優秀カントリー・インストゥルメンタル・パフォーマンス
- "A Soldier's Joy" - ヴィンス・ギル＆ランディ・スクラッグス（ランディ・スクラッグス『Crown Of Jewels』所収）

最優秀カントリー・ソング
- "You're Still the One" - ロバート・ジョン・"マット"・ランジ＆シャナイア・トゥエイン（ソングライター）（シャナイア・トゥエイン『Come On Over』所収）

最優秀カントリー・アルバム
- 『ワイド・オープン・スペーシズ（Wide Open Spaces）』 - ディキシー・チックス

最優秀ブルーグラス・アルバム
- 『Bluegrass Rules!』 - リッキー・スキャッグス・アンド・ケンタッキー・サンダー

### ニューエイジ
最優秀ニューエイジ・アルバム
- 『ランドマーク（Landmarks）』 - クラナド

### ジャズ
最優秀ジャズ・インストゥメンタル・ソロ
- "Rhumbata" - チック・コリア＆ゲイリー・バートン（『ネイティヴ・センス（Native Sense - The New Duets）』所収）

最優秀ジャズ・インストゥメンタル・パフォーマンス（個人もしくはグループ）
- 『ガーシュウィン・ワールド（Gershwin's World）』 - ハービー・ハンコック

最優秀ラージ・ジャズ・アンサンブル・パフォーマンス
- 『カウント・プレイズ・デューク（Count Plays Duke）』 - グローヴァー・ミッチェル（英語版） by カウント・ベイシー・オーケストラ

最優秀ジャズ・ボーカル・パフォーマンス
- 『アイ・リメンバー・マイルス（I Remember Miles）』 - シャーリー・ホーン

最優秀コンテンポラリー・ジャズ・パフォーマンス
- 『イマジナリー・デイ（Imaginary Day）』 - パット・メセニー・グループ

最優秀ラテン・ジャズ・パフォーマンス
- 『ホット・ハウス（Hot House）』 - アルトゥーロ・サンドヴァル

### ゴスペル
最優秀ポップ／コンテンポラリー・ゴスペル・アルバム
- 『This Is My Song』 - デニース・ウィリアムス

最優秀ロック・ゴスペル・アルバム
- 『You Are There』 - Ashley Cleveland

最優秀トラディショナル・ソウル・ゴスペル・アルバム
- 『He Leadeth Me』 - Cissy Houston

最優秀コンテンポラリー・ソウル・ゴスペル・アルバム
- 『The Nu Nation Project』 - カーク・フランクリン

最優秀サザン、カントリーもしくはブルーグラス・ゴスペル・アルバム
- Various Artists『The Apostle - Music From and Inspired by the Motion Picture』 - Peter Afterman、John Huie、Ken Levitan（プロデューサー）

### ラテン
最優秀ラテン・ポップ・パフォーマンス
- 『ラテンの貴公子～ヴェルヴェ～（Vuelve）』 - リッキー・マーティン

最優秀トロピカル・ラテン・ポップ・パフォーマンス
- 『Contra la Corriente』 - マーク・アンソニー

最優秀メキシカン－アメリカン・ミュージック・パフォーマンス
- 『Los Super Seven』 - ロス・スーパー・セブン（英語版）

最優秀ラテン・ロック／オルタナティヴ・パフォーマンス
- 『Sueños Líquidos』  - マナー

最優秀テハーノ・ミュージック・パフォーマンス
- 『Said And Done』 - フラコ・ヒメネス

### ブルース
最優秀トラディショナル・ブルース・アルバム
- 『Any Place I'm Going』 - オーティス・ラッシュ

最優秀コンテンポラリー・ブルース・アルバム
- 『Slow Down』 - ケブ・モ

### フォーク
最優秀トラディショナル・フォーク・アルバム
- 『ロング・ジャーニー・ホーム（Long Journey Home）』 - チーフタンズ

最優秀コンテンポラリー・フォーク・アルバム
- 『カー・ホイール・オン・ア・グラヴェル・ロード（Car Wheels on a Gravel Road）』 - ルシンダ・ウィリアムス

### レゲエ
最優秀レゲエ・アルバム
- 『フレンズ（Friends）』 - スライ&ロビー

### ポルカ
最優秀ポルカ・アルバム
- 『Dance with Me』 - ジミー・スター

### ワールドミュージック
最優秀ワールドミュージック・アルバム
- 『ライヴ!（Quanta Live）』 - ジルベルト・ジル

### チルドレンズ
最優秀ミュージカル・アルバム（子供向け）
- セサミストリート『Elmopalooza!』 - John Boylan（プロデューサー）

最優秀スポークン・ワード・アルバム（子供向け）
- Various Artists『The Children's Shakespeare』 - Dan Musselman、Stefan Rudnicki（プロデューサー）

### スポークン
最優秀スポークン・ワード・アルバム
- 『車椅子のヒーロー（Still Me）』 - クリストファー・リーヴ

最優秀スポークン・コメディ・アルバム
- 『The 2000 Year Old Man in the Year 2000』 - メル・ブルックス＆カール・ライナー

### ミュージカル・ショー
最優秀ミュージカル・ショー・アルバム
- The original Broadway cast『ライオン・キング（The Lion King）』 - マーク・マンシーナ（プロデューサー）

### 作曲・編曲
最優秀インストゥルメンタル作曲
- ベラ・フレック＆フレックトーンズ "Almost 12" - Future Man、ヴィクター・ウッテン（作曲者）（『Left of Cool』所収）

最優秀楽曲（映画もしくはテレビ向け）
- セリーヌ・ディオン "マイ・ハート・ウィル・ゴー・オン（My Heart Will Go On）" - ジェームズ・ホーナー、Will Jennings（ソングライター）（『タイタニック』より。『レッツ・トーク・アバウト・ラヴ』所収。）

最優秀インストゥルメンタル作曲（映画もしくはテレビ向け）
- 『プライベート・ライアン（Saving Private Ryan）』 - ジョン・ウィリアムズ（作曲者）

最優秀インストゥルメンタル編曲
- "Waltz for Debby" - ドン・セベスキー（英語版）（編曲者）（『I Remember Bill: A Tribute to Bill Evans』所収）

最優秀インストゥルメンタル編曲（ボーカルあり）
- ハービー・ハンコック "St. Louis Blues" - ハービー・ハンコック、Robert Sadin、スティーヴィー・ワンダー（編曲者）（『ガーシュウィン・ワールド（Gershwin's World）』所収）

### パッケージングおよびノーツ
最優秀録音パッケージ
- マドンナ『レイ・オブ・ライト（Ray of Light）』 - Kevin Reagan（アート・ディレクター）

最優秀ボックスド録音パッケージ
- ハンク・ウィリアムズ『The Complete Hank Williams』 - Jim Kemp、Virginia Team（アート・ディレクター）

最優秀アルバム・ノーツ
- マイルス・デイヴィス・クインテット『Miles Davis Quintet 1965-1968』 - ボブ・ベルデン、マイケル・カスクーナ、Todd Coolman（アルバム・ノーツ・ライター）

### ヒストリカル
最優秀ヒストリカル・アルバム
- ハンク・ウィリアムズ『The Complete Hank Williams』 - Colin Escott、Kira Florita、Kyle Young（プロデューサー）。Joseph M. Palmaccio、Tom Ruff（エンジニア）。

### 制作・エンジニアリング
最優秀エンジニアド録音（非クラシカル）
- シェリル・クロウ『グローブ・セッションズ（The Globe Sessions）』 - アンディ・ウォレス、Tchad Blake、Trina Shoemaker（エンジニア）

最優秀エンジニアド・アルバム（クラシカル）
- ロバート・ショウ（指揮者）、アトランタ交響楽団『サミュエル・バーバー：Prayers of Kierkegaard／レイフ・ヴォーン・ウィリアムズ：Dona Nobis Pacem／バルトーク・ベーラ：Cantata Profana』 - ジャック・レナー（英語版）（エンジニア）

プロデューサー・オブ・ザ・イヤー（非クラシカル）
- ロブ・カヴァロ（英語版）

プロデューサー・オブ・ザ・イヤー（クラシカル）
- スティーヴン・エプスタイン（英語版）

リミキサー・オブ・ザ・イヤー（非クラシカル）
- デヴィッド・モラレス（英語版）

### ミュージック・ビデオ
最優秀ミュージック・ビデオ（短編）
- マドンナ "Ray of Light" - ジョナス・アカーランド（ビデオ・ディレクター）

最優秀ミュージック・ビデオ（長編）
- ルー・リード『American Masters - Lou Reed: Rock and Roll Heart』 - ティモシー・グリーンフィールド＝サンダース（英語版）（ビデオ・ディレクター、ビデオ・プロデューサー）。Susan Lacy、Tamar Hacker（ビデオ・プロデューサー）。

### 特別賞
ミュージケアーズ・パーソン・オブ・ザ・イヤー
- スティーヴィー・ワンダー[2]

グラミー・レジェンド賞
- エルトン・ジョン